# Tlanalapa
Esta página se refiere a una localidad. Para el municipio homónimo véase Municipio de Tlanalapa
Tlanalapa es una localidad mexicana, cabecera del municipio de Tlanalapa en el estado de Hidalgo.

## Historia
Tras la conquista española de México, durante el siglo XVII se establecieron diferentes frailes de la orden franciscana en varios puntos del país. De entre esos puntos, se establecieron en Tlanalapa, aunque no se sabe la razón. La más segura es por su cercanía a Tepeapulco, un lugar donde hubo establecimiento de tribus prehistóricas y teotihuacanas, y posiblemente su población se haya extendido hasta lo que ahora es Tlanalapa.
En 1869, con la creación del estado de Hidalgo, se eleva Tlanalapa a municipio, siendo su cabecera la localidad homónima.

## Geografía
Se encuentra en los llanos de Apan, le corresponden las coordenadas geográficas 19°49′4.419″ de latitud norte y 98°36′14.087″ de longitud oeste, con una altitud de 2458 m s. n. m. Cuenta con un clima semiseco templado; registra una temperatura media anual de 14.1 °C., con una precipitación pluvial de 490 milímetros por año y el período de lluvias es de marzo a septiembre.
En cuanto a fisiografía, se encuentra dentro de la provincia de la Eje Neovolcánico dentro de la subprovincia de Lagos y Volcanes de Anáhuac; su terreno es de llanura y lomerío. En lo que respecta a la hidrografía se encuentra posicionado en la región Panuco, dentro de la cuenca del río Moctezuma, en la subcuenca del río Tezontepec.

## Demografía
De acuerdo con el Censo de Población y Vivienda 2020 del INEGI; la localidad tiene una población de 8062 habitantes, lo que representa el 72.55 % de la población municipal. De los cuales 3883 son hombres y 4179 son mujeres; con una relación de 92.92 hombres por 100 mujeres.
Las personas que hablan alguna lengua indígena, es de 13 personas, alrededor del 0.16 % de la población de la ciudad. En la ciudad hay 17 personas que se consideran afromexicanos o afrodescendientes, alrededor de 0.21 % de la población de la ciudad.
De acuerdo con datos del censo INEGI 2020, unas 7118 declaran practicar la religión católica; unas 384 personas declararon profesar una religión protestante o cristiano evangélico; 1 personas declararon otra religión; y unas 556 personas que declararon no tener religión o no estar adscritas en alguna, pero ser creyentes.
| Gráfica de evolución demográfica de Tlanalapa entre 1900 y 2020                              |
|                                                                                              |
| Población de los censos y conteos del Instituto Nacional de Estadística y Geografía (INEGI). |